# Slobodna Država Kongo
Slobodna Država Kongo bila je de facto privatni posjed pod kontrolom Leopolda II. od Belgije koji se je koristio radi eksploatacije resursa (guma, bakar i drugi minerali). Ova para-država postojala je od 1885. do 1908. na području današnjeg Konga. To područje bilo je 76 puta veće od Belgije.
1874. britanski istraživač Henry Morton Stanley vratio se u Europu te privukao pozornost svojim izvještajima o bogatstvima kraj rijeke Kongo. Berlinska konferencija 1884. utvrdila je sfere interesa kolonijalnih carstva u Africi a Leopold II. je dobio područje Konga na svoje raspolaganje. Leopold II. potrošio je ogromnih 20 milijuna franaka od 1885. do 1890. kako bi istjerao arapske robovlasnike i dobio kontrolu nad Kongom, tako da je u želji za profitom koji će nadoknaditi njegove gubitke krenuo u neumoljivo cijeđenje tog područja od bogatstva.
Zbog iznimno brutalnog postupanja Belgijanaca s domorodcima i otvorene pljačke zemlje, Slobodna Država Kongo stekla je negativnu reputaciju diljem svijeta te ju je 1908. ukinula i pripojila Belgija.
Masovni gubitak života nadahnuli su Josepha Conrada prilikom pisanja romana "Srce tame". Winston Churchill i Mark Twain bili su neki od najznamenitijih kritičara ovakvog kolonijalnog iskorištavanja. Eksploatacija gume i slonovače u Kongu se zasnivala na prislinom radu što je za posljedicu imalo smrt milijuna radnika u 20 godina. Radnici koji nisu ispunili zadane kvote gume su kažnjavani sakaćenjem, teroriziranjem, paljenjem sela i ubojstvom. Frederic Wertham procjenjuje da je populacija Konga spala s 30 na 8.5 milijuna žitelja u tom razdoblju. Adam Hochschild ne karakterizira te smrti kao rezultat namjerne politike genocida, nego više kao rezultat brutalnog sustava prisilnog rada. Broj poginulih tijekom tog razdoblja je nepoznat, no procjene sežu od 5.000.000 do 10.000.000 žrtava.
Pučanstvo Belgijskoga Konga smanjilo se upola od 1890-ih do 1918. godine. Zahvaljujući Leopoldu, koncesijske tvrtke upravljaše golemim krunskim zemljama, a kralj i poslovni ljudi želi su bogatu žetvu profita, bar nakon 1895., izvozom gume i bjelokosti. Te su proizvode prikupljali domoroci natjerani na prisilni rad, a osim prijevoza i troškova vojne uprave izdataka gotovo nije ni bilo. Još 1959. Belgijanci su izjavljivali kako namjeravaju vladati Kongom idućih 30 pa i više godina iako svojim doseljenicima nisu predali nikakve utjecajne političke položaje. U siječnju 1960. iznenada su se predomislili, očito u nadi da će iskoristiti neiskustvo Afrikanaca, te u roku šest mjeseci priznali Kongu punu političku neovisnost. To je učinjeno sredinom 1960. godine, bez ikakve pripreme. U to doba tek je nekoliko Kongoanaca imalo visoku naobrazbu, nijedan nije imao iskustvo u upravi, a nijedna domaća stranka ili pokret nisu imali više od nekoliko mjeseci vremena pripremiti se i organizirati preuzimanje vlasti. Kongoanska najamnička vojska (Force Publique), kolonijalne postrojbe stvorene kolonijalnim metodama u doba Slobodne Države Kongo i redovno rabljene za zatiranje Afrikanaca, smjesta se pobunila i pod tim i drugim pritiscima novostvorena vlada se slomila. Patrice Lumumba pao je kao žrtva vanjskih pritisaka i unutarnjih spletki 1961. godine, te su slijedile godine sukoba i izdaja.

## Vanjske poveznice
- Masovni zločini protiv čovječnosti u Slobodnoj Državi Kongo  Arhivirana inačica izvorne stranice od 24. veljače 2017. (Wayback Machine)